# 橋本邦彦
橋本 邦彦（はしもと くにひこ、1963年5月24日 - ）は、日本のフリーアナウンサー。「喋り屋」と称しての活動を行っている。

## 略歴
東京都出身。東京都立杉並高等学校、武蔵大学人文学部社会学科卒業。他に東京アナウンスアカデミーと東京アナウンスセミナーも自らの出身校としている。
琉球放送のアナウンサーを務めた後、圭三プロダクション所属のフリーアナウンサーになる。後にダブルウィンプロダクションに所属した。

## 担当番組

### 琉球放送
- ラジオジャック（1987年 - 1993年、メインパーソナリティ担当は1988年 - 1993年）
  - 火曜準レギュラー（1987年4月 - 1988年3月）→木曜担当（1988年4月 - 1989年4月、ここからメインパーソナリティ）→水曜・木曜担当（1989年4月 - 1990年4月）→水曜 - 金曜担当（1990年4月 - 5月）→水曜・木曜担当（同年6月 - 10月）→水曜担当（同年10月 - 1993年9月）
- RBC歌謡ヒットチャート（1988年 - 1995年）
- ロッキンパラダイススタジオS（1989年 - 1991年）
- でぃーぷすろーと（1995年）
- RBCポップチャート（1995年 - 1996年）
- ○×△超ファニカジ[4]（1996年 - 1997年）
- スポーツ中継（NAHAマラソン、夏の高校野球大会など） - リポーター、実況担当[1]

### フリー転身後
- バトルステーション（サムライTV） - 実況担当[1]
- TVSライオンズアワー（テレビ埼玉） - ベンチリポーター[1]
- ウィークデー・シャッフル（むさしのFM） - 金曜担当[5]